# Drogo van Seburg
De heilige Drogo of Drago, ook wel "Droun", "Drugo" of "Druon" (Epinoy, 1102 - Sebourg, Valencijn, 1186) was een kluizenaar van Vlaamse adellijke afkomst. 
De gegevens over Drogo stammen uit de overlevering en de daarop gebaseerde hagiografie van Drogo. Een hagiografie is de officiële levensbeschrijving van een heilige, daarin worden zijn leven en de wonderen die aan de heilige worden toegeschreven vermeld. Wetenschappelijke waarde heeft een dergelijke hagiografie niet. Deze hagiografie bevat elementen uit vooral de 14e eeuw. 

## De hagiografie van de heilige Drogo

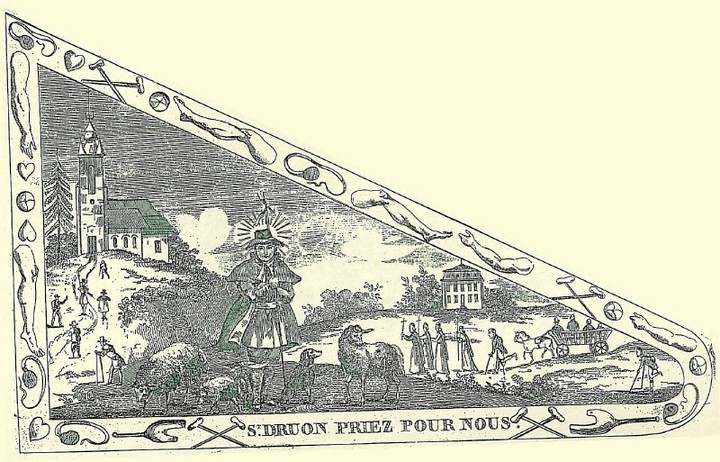
Een vlag met een afbeelding van Sint-Drogo als herder en op de rand krukken, armen en benen.

Bij zijn geboorte stierf zijn moeder, iets wat hem, toen hij dat op tienjarige leeftijd vernam, psychisch zwaar belastte. Ook zijn vader verloor Drogo al vroeg. Als 18-jarige verdeelde Drogo zijn bezittingen onder de armen en hij maakte volgens zijn hagiografie vóór zijn dertigste 12 keer een bedevaart naar Rome. Drogo maakte de pelgrimstochten om boete te doen.
Drogo liep daarbij een afzichtelijke verwonding of misvorming op. Hij was gedurende 6 jaar schaapherder in dienst van Elisabeth de la Haire in de streek van Sebourg, bij Valenciennes. Daarna werd hij, om anderen niet aan het schrikken te maken en gedwongen door een hernia die hem invalide maakte, kluizenaar en hij zou gedurende de rest van zijn leven zijn cel of kluis niet meer hebben verlaten, ook niet toen de houten, rietgedekte kerk in brand stond. De van planken tegen de kerkmuur gebouwde kluis was dichtgetimmerd en alleen een smalle opengelaten spleet liet toe dat de kluizenaar licht en het hoognodige kon ontvangen. Hij overleefde volgens de overlevering de laatste veertig jaar van zijn leven alleen op water, gerst en de eucharistie. Drogo was ook als herder al befaamd om zijn vrome levenswandel.
Drogo bezat, zo vermeldt de hagiografie, de gave der bilocatie, het aan heiligen toegeschreven vermogen om op twee plaatsen terzelfder tijd aanwezig te zijn. Hij werd volgens de overlevering door getuigen gezien terwijl hij op het veld werkte en tegelijkertijd bij de mis gezien.
Het eerste wonder dat aan Drogo wordt toegeschreven is dat het onmogelijk bleek om zijn door de familie geclaimde dode lichaam uit Sebourg weg te brengen. Men slaagde er niet het op een wagen gelegde lijk de heuvel op te brengen. Zo gaf de heilige te kennen in Sebourg te willen blijven. Op de plaats waar de tocht strandde, werd een stenen kruis opgericht dat daar nog steeds staat.

## De verering van Sint-Drogo
Zijn feestdag is de zestiende april. Drogo is de beschermheilige van Baume-les-Messieurs, Fleury-sur-Loire, van het vee, van de koffiehuishouders, vroedvrouwen, en van de geesteszieken, de verminkten, de doven, de wezen, de schapen, de schaapherders en wordt aangeroepen tegen beenbreuken en hernias.
Een datum van een officiële heiligverklaring is niet bekend. Dat is bij veel vroege heiligen het geval, zij werden door het volk heilig verklaard en deze verering werd door de kerk geaccepteerd.
Drogo wordt nog steeds met liefde vereerd, er is een Broederschap van de Heilige Drogo en er wordt eenmaal per jaar een processie gehouden. In de kerk van Sebourg wordt een relikwie (een deel van een arm) bewaard.
In Bellingen vindt jaarlijks de Drogo-ommegang plaats.